# Classic Brugge-De Panne 2024 (Frauen)
Classic Brugge-De Panne 2024 war die 7. Austragung dieses Straßenrennens für Frauen. Das Rennen fand am 21. März statt, einen Tag nach dem gleichnamigen Männer-Rennen, und war Teil der UCI Women’s WorldTour 2024.

## Teilnehmende Mannschaften
| UCI Women's WorldTeams (14)- AG Insurance-Soudal Team - Canyon-SRAM Racing - Ceratizit-WNT Pro Cycling - FDJ-Suez - Fenix-Deceuninck - Human Powered Health - Lidl-Trek - Liv AlUla Jayco - Movistar Team - Roland - Team DSM-Firmenich PostNL - Team Visma \| Lease a Bike - UAE Team ADQ - Uno-X Mobility UCI Women's Continental Teams (5)- Chevalmeire - EF Education-Cannondale - Lotto Dstny Ladies - Proximus-Cyclis CT - VolkerWessels |
| |

## Streckenführung
Die Streckenführung war weitgehend identisch zum Vorjahr. Der Start erfolgte auf dem Großen Markt von Brügge, die Neutralisierung endete außerhalb der Stadt bei der Abtei Zevenkerken. Ein flacher Parcours von etwa 67 km Länge führte die Fahrerinnen bis zum Küstenort De Panne und von dort auf eine 44 km lange Schlussrunde, die zweimal im Uhrzeigersinn befahren wurde. Sie führte entlang der Kusttram nach Koksijde, dann ins Landesinnere nach Veurne und durch die Moeren, eine flache, für ihre Windverhältnisse bekannte Gegend nahe der französischen Grenze. Im Vergleich zum Vorjahr wurde diese Runde etwas gekürzt und führte diesmal über Bulskamp statt Beauvoorde.

## Rennverlauf und Ergebnis
Das bis dahin stärkste Team der WorldTour, SD Worx, hatte seine Teilnahme wegen einer Häufung von Verletzungen absagen müssen. Im Rennen blieb das Peloton lange zusammen, die einzige erfolgversprechende Attacke von Nina Buysman wurde sechs Kilometer vor dem Ziel beendet. Den Sprint gewann Elisa Balsamo vor Charlotte Kool; Balsamo holte damit nach der Trofeo Binda ihren zweiten WorldTour-Sieg in Folge.
| \| Gesamtwertung \| Gesamtwertung \| Gesamtwertung \| Gesamtwertung \| Gesamtwertung \| \| Fahrerin \| Fahrerin \| Land \| Team \| Zeit \| \| ------------- \| ---------------------------- \| ------------------ \| ------------------------- \| --------------- \| \| 1. \| Elisa Balsamo \| Italien \| Lidl-Trek \| 3 h 49 min 56 s \| \| 2. \| Charlotte Kool \| Niederlande \| Team dsm-firmenich PostNL \| + 0 s \| \| 3. \| Daria Pikulik \| Polen \| Human Powered Health \| + 0 s \| \| 4. \| Chiara Consonni \| Italien \| UAE Team ADQ \| + 0 s \| \| 5. \| Georgia Baker \| Australien \| Liv AlUla Jayco \| + 0 s \| \| 6. \| Chloé Dygert \| Vereinigte Staaten \| Canyon-SRAM Racing \| + 0 s \| \| 7. \| Emma Norsgaard \| Dänemark \| Movistar Team \| + 0 s \| \| 8. \| Anniina Ahtosalo \| Finnland \| Uno-X Mobility \| + 0 s \| \| 9. \| Kimberley Le Court de Billot \| Mauritius \| AG Insurance-Soudal Team \| + 0 s \| \| 10. \| Vittoria Guazzini \| Italien \| FDJ-Suez \| + 0 s \| |                              |                    |                           |                 |
| |                              |                    |                           |                 |
| Quelle: ProCyclingStats |                              |                    |                           |                 |
| Gesamtwertung |                              |                    |                           |                 |
| Fahrerin | Fahrerin                     | Land               | Team                      | Zeit            |
| 1. | Elisa Balsamo                | Italien            | Lidl-Trek                 | 3 h 49 min 56 s |
| 2. | Charlotte Kool               | Niederlande        | Team dsm-firmenich PostNL | + 0 s           |
| 3. | Daria Pikulik                | Polen              | Human Powered Health      | + 0 s           |
| 4. | Chiara Consonni              | Italien            | UAE Team ADQ              | + 0 s           |
| 5. | Georgia Baker                | Australien         | Liv AlUla Jayco           | + 0 s           |
| 6. | Chloé Dygert                 | Vereinigte Staaten | Canyon-SRAM Racing        | + 0 s           |
| 7. | Emma Norsgaard               | Dänemark           | Movistar Team             | + 0 s           |
| 8. | Anniina Ahtosalo             | Finnland           | Uno-X Mobility            | + 0 s           |
| 9. | Kimberley Le Court de Billot | Mauritius          | AG Insurance-Soudal Team  | + 0 s           |
| 10. | Vittoria Guazzini            | Italien            | FDJ-Suez                  | + 0 s           |